# NGC 6117
NGC 6117 في الفهرس العام الجديد، هي مجرة، تقع في كوكبة الإكليل الشمالي (كوكبة). اكتشفت في 5 يوليو 1864 بواسطة ألبرت مارث.

## روابط خارجية
- NGC 6117 على موقع ويكي سكاي: DSS2, SDSS, GALEX, IRAS, Hydrogen α, X-Ray, Astrophoto, Sky Map, Articles and images